# Primera División Uruguaya 1919
Il campionato era formato da dieci squadre e il Nacional vinse il titolo. Non vi furono retrocessioni.

## Classifica finale
| Pos. | Squadra              | G  | V  | N | P  | GF | GS | Punti |
| ---- | -------------------- | -- | -- | - | -- | -- | -- | ----- |
| 1    | Nacional             | 18 | 15 | 1 | 2  | 47 | 5  | 31    |
| 2    | Universal            | 18 | 13 | 3 | 2  | 28 | 8  | 29    |
| 3    | Peñarol              | 18 | 11 | 4 | 3  | 27 | 6  | 26    |
| 4    | Montevideo Wanderers | 18 | 10 | 2 | 6  | 26 | 14 | 22    |
| 5    | Central              | 18 | 6  | 5 | 7  | 22 | 27 | 17    |
| 6    | Dublín               | 18 | 3  | 8 | 7  | 12 | 24 | 14    |
| 7    | River Plate          | 18 | 2  | 8 | 8  | 8  | 27 | 12    |
| 8    | Belgrano             | 18 | 1  | 9 | 8  | 9  | 30 | 11    |
| 9    | Reformers            | 18 | 2  | 6 | 10 | 7  | 19 | 10    |
| 10   | Charley              | 18 | 1  | 6 | 11 | 6  | 32 | 8     |

G = Partite giocate; V = Vittorie; N = Nulle/Pareggi; P = Perse; GF = Goal fatti; GS = Goal subiti; 